# لا سين سور مير
لا سين سور مير، (بالفرنسية: La Seyne-sur-Mer)‏، هي بلدية فرنسية تابعة لإقليم فار، في منطقة بروفانس ألب كوت دازور في جنوب شرق فرنسا. وهي جزء من تكتل تولون، ويقع في الغرب من هذه المدينة.

## أعلام
- نامباليس ميندي
- جياكومو بيريز-دورتنا
- موريس ترانشانت دو لونيل
- جوناتان دولابلاص
- كريستوف لابورت
- بول فيدال دو لا بلاش
- ماريوس ميشيل باشا
- رافاييل دوبويس
- كريم السعيدي
- تشارلز دوفريسن